# هاكو (آراغاتسوتن)
مدينة هاكو (بالإنجليزية: Hako)‏ هي إحدى المدن التابعة لمقاطعة آراغاتسوتن في أرمينيا. يقدر عدد سكانها بـ 181 نسمة حسب الإحصاء الذي جرى عام 2011.